# Puruándiro
Puruándiro – miasto w Meksyku, w stanie Michoacán.